# Germano Craighero
Germano Craighero (Ligosullo, 31 marzo 1961 – Piazzola sul Brenta, 21 dicembre 1991) è stato un carabiniere italiano, insignito di medaglia d'oro al valor civile alla memoria.
Di grado brigadiere, comandante della stazione di Piazzola sul Brenta, nel seguito di un appostamento in borghese fu scambiato per malvivente e ferito a morte da agenti della Polizia di Stato .
Alla sua memoria sono intitolate la Caserma, sede del Comando Stazione Carabinieri di Campodarsego (PD) e la Caserma, sede del Nucleo Carabinieri Tutela Patrimonio Culturale di Udine.